# 山科家
山科家（やましなけ）は、藤原北家四条流庶流にあたる公家・華族だった家。公家としての家格は羽林家、華族としての家格は伯爵家。

## 歴史

### 封建時代
平安時代末期の公卿、中納言藤原家成の六男・藤原実教（徳大寺公親の猶子）を初代とする。山科の家名は家領があった京都山科荘に由来するが、当初は冷泉を号し、山科を家名とするようになったのは南北朝時代の中頃、冷泉教行の晚年である。公家としての家格は羽林家、内々。家業は有職故実、特に服飾、雅楽（笙）。
後白河法皇の近臣、藤原教成が養子となり実教の跡を継ぐ。教成は法皇の近臣平業房と高階栄子（丹後局）の間の子であったが、母が法皇の寵妃となって権勢を得たため、法皇の命により藤原実教の養子となったものであり、正二位権中納言まで昇進した。
後白河法皇が丹後局に与えた所領はことごとく教成が相続しており、山科家の根本所領（山城国山科東荘、美濃国尼寺荘、信濃国住吉荘、播磨国下揖保荘、備前国居都荘、備中国水田郷、同呰部郷）となった。建久元年に法皇が崩御した後、教成は丹後局から伝領した法皇山荘の地山科の御所の側に御影堂を建設して御真影を安置しており、この法住寺殿御影堂の祭祀は山科家が代々務めた。
南北朝時代の山科教言以後、内蔵頭を独占的官職とするようになった。内蔵頭は天皇の御服・装束を掌握し、御厨子所別当を兼務する慣例から、供御と節会の酒肴などの調進を司り、供御人を配下におくのみならず、公領たる内蔵寮領と御厨子所の得分も管理支配して朝廷財政を運営した。これを機に山科家は装束・衣紋を家業とするようになった。
また室町時代になると四条家と並ぶ楽所別当ともなり、管弦、特に笙を家業とするようになった。
戦国期に所領の多くは横領されて実態を失ったが、山科東荘は山科家の生活を支える唯一の荘園として残った。しかし山科言継（ときつぐ）の代にその家領も室町幕府に奪われ、率分関収入も途絶えて、わずかに供御人から徴した公事銭のみが山科家の収入となった。
戦国時代の言国は『言国卿記』、言継は『言継卿記』という重要日記を残している。
言継の息子言経は、1585年に勅勘をこうむり摂津国堺に下ったが、豊臣秀吉、秀次、徳川家康らの奏請で、1597年に赦免された。『言経卿記』の著者としても知られる。その間、四辻家から教遠が山科の名跡を継ぎ、教遠が実家の四辻家を継ぐことになるとその弟教利が山科家を継承したが、言経の復官のために教利は猪熊家を別に立て猪熊教利と名を変えざるをえなくなった。言経の子言緒は徳川家康と親しい関係にあり、たびたび冷泉為満と江戸へ下向した。
江戸時代の所領の表高は300石。江戸時代には高倉家とともに天皇の装束類の調進を管掌した。

### 明治以降
明治維新後の明治2年（1869年）6月17日の行政官達で公家と大名家が統合されて華族制度が誕生すると山科家も公家として華族に列した。
版籍奉還の際に定められた家禄は、現米で311石。明治9年（1876年）の金禄公債証書発行条例に基づき、家禄と引き換えに支給された金禄公債の額は、1万1271円70銭5厘（華族受給者中367位）。
1884年（明治17年）7月7日の華族令の施行で華族が五爵制になると大納言宣任の例多き旧・堂上家として言縄（ときなお）が伯爵位が授けられた。
また言縄の三男で奈良興福寺妙徳院住職となっていた言長、また言知の次男で若王子寺住職となっていた遠文が明治元年に勅命により復飾して堂上格を与えられており、それぞれ杉渓家、若王子家を興した。いずれも華族の男爵家に列せられている。
明治24年9月24日には、言縄の子言綏が京都府平民佐橋豊三郎から約束手形金請求の訴訟を起こされて強制執行を受けたが、負債残額66円81銭5厘の返済能力がなく、家資分散宣告（破産宣告）を受けるというスキャンダルがあった。さらに言綏は若江文雄から金屏風一双を借りたまま返さなかったことで若江からも訴えられ、明治25年10月19日に中立売警察署に拘引されて京都地方裁判所検事局に送検となり、翌20日に借用物費消事件として未決監に送られた。その後若江に60円の和解金を支払うことで示談が成立したので、言綏は犯罪者にならずにすみ、10月28日に自宅へ帰宅したが、同日に開かれた山科家の宗親族会議（当主の山科言縄伯爵、宗族の油小路隆晃伯爵・河辺隆次男爵、親族の飛鳥井雅望伯爵・梅園実紀子爵）の結果、彼を廃嫡にすることが決定された。明治25年12月5日に久世通章子爵を通じて宮内大臣土方久元に言綏の廃嫡願が提出された。品行が収まらず、負債を抱え、教戒を与えても効果がなく、ついに刑事事件の容疑を受けてしまったので、山科家を相続するのは難しいという内容だった。この願いは12月7日に許可されている。この間の明治25年11月にも山科父子は京都河原町の森田徳五郎の委託金の使い込みで再び告訴されている。
明治25年11月に京都市議会議員から貴族院子爵議員となり、京都から東京に上京した久世通章子爵が山科家の経済的困窮を救うために奔走し、宮内省が山科家の旧記を買い取ることになった。
言縄の死後には、一度は廃嫡された言綏が家督と伯爵位を相続。言綏は大正9年に京都岡崎の地に和風邸宅源鳳院を建設した。源鳳院は現在は旅館となっている。
4代伯爵言泰（ときひろ）は、蹴鞠保存会の会長を務める。彼の代の昭和前期に山科伯爵家の邸宅は兵庫県神戸市林田区東池尻町にあった
2018年（平成30年）12月、明治以降は初となる生前継承が行われ、言和（ときかず）が29代目当主となった。